# 盆地
盆地（英語：Basin）指地質學上因地質構造原因而成的下凹地，由以前很平的地層，受翹曲形成的大型岩層結構，是地質窪地，與穹丘相反。細長的構造盆地也稱為向斜。有些是沉積盆地，原先是凹陷被沉積物堆積。其他則在沉積層沉積很久後由構造形成。
盆地在地質圖上顯示為大致圓形或橢圓形，地層向中心傾斜。露出的地層像同心層，由外向內逐漸年輕，最年輕的岩石位於中心。盆地面積通常很大，可闊達幾百公里。
構造盆地通常是煤炭、石油和地下水的重要來源。

## 類別
依形成原因可區分為以下4種：
侵蝕盆地，由不同地質產生差異侵蝕所造成。
褶曲盆地，褶曲作用所造成。
斷層盆地，斷層作用所造成。
沉積盆地，來自海洋、大陸板塊擠壓的交界。地质学意义上的盆地是长期稳定沉降的区域。因此，地理学认为鄂尔多斯是高原，地质学与石油天然气勘探认为鄂尔多斯是盆地。

## 例子

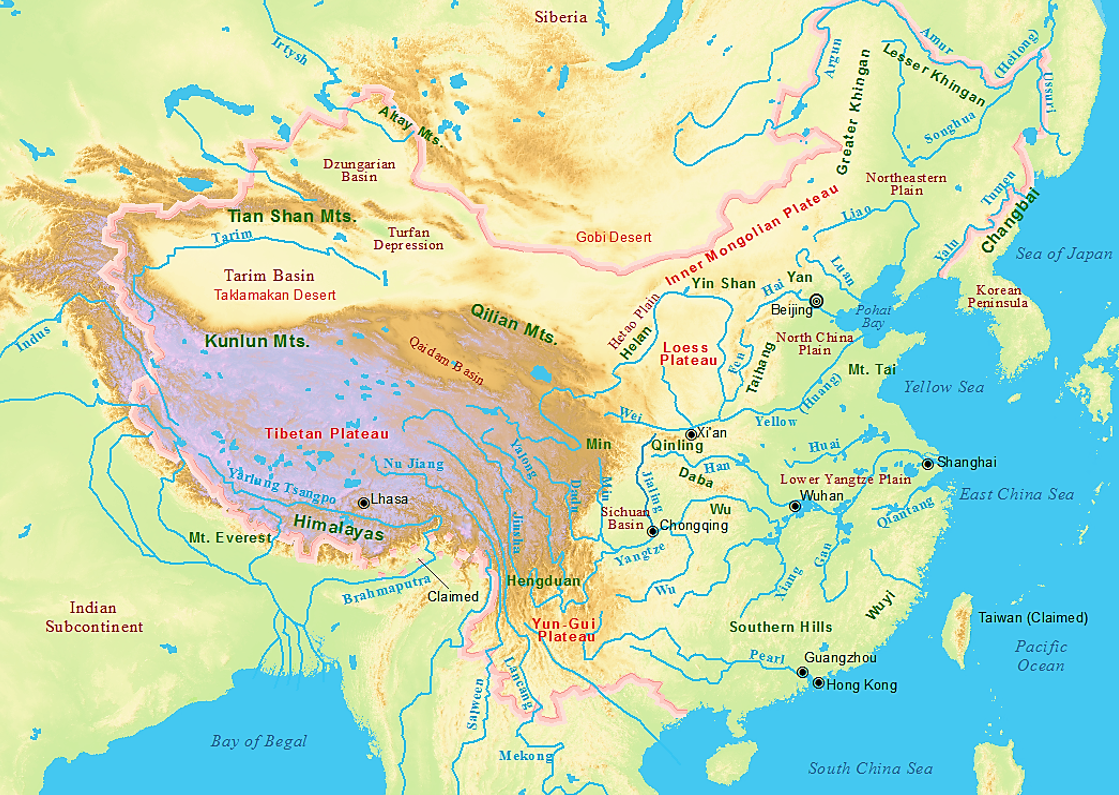
中國盆地。

### 中國
中国大陸主要地质学盆地：松辽盆地、鄂尔多斯盆地、南阳盆地、四川盆地、二连盆地、珠江口盆地、柴达木盆地、准噶尔盆地、塔里木盆地、羌塘盆地。

### 台灣

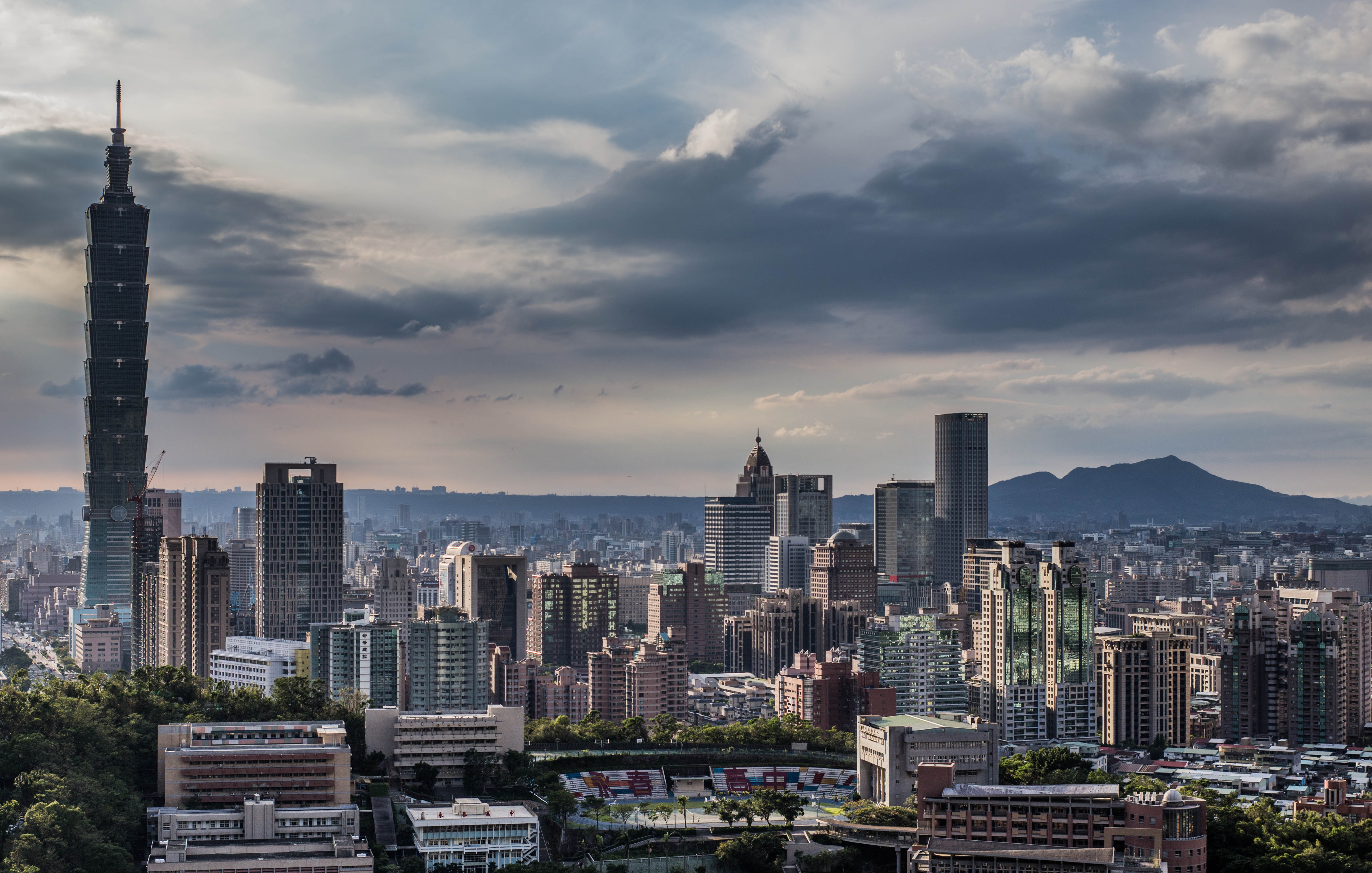
臺北盆地。

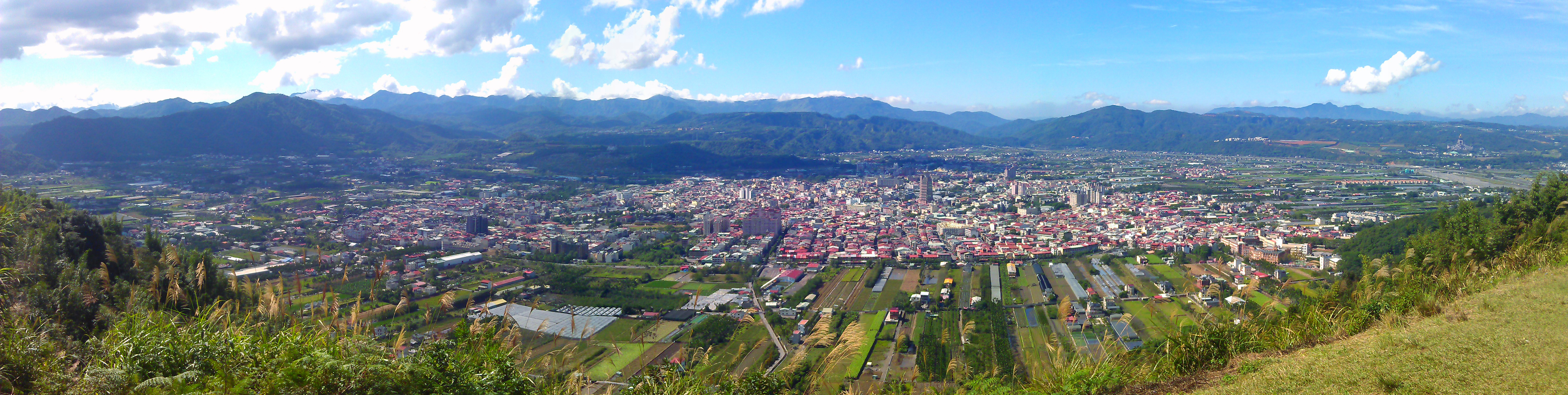
屬於侵蝕、斷層盆地的台灣埔里盆地。

臺灣主要盆地：臺北盆地、臺中盆地、埔里盆地群